# Třída Kalaat Beni Hammed
Třída Kalaat Beni Hammed je třída výsadkových lodí alžírského námořnictva. Celkem byly postaveny dvě jednotky této třídy. Obě jsou stále v aktivní službě.

## Stavba
Dvě jednotky této třídy byly postaveny v první polovině 80. let ve Velké Británii. Výsadkovou loď Kalaat Beni Hamed přitom postavila loděnice Brooke Marine Ltd. v Lowestoftu a její sesterskou loď Kalaat Beni Rached loděnice Vosper Thornycroft ve Woolstonu. Obě do služby vstoupily roku 1984.
V roce 2012 byla u španělské loděnice Navantia objednána generálka a modernizace obou plavidel. Ty byly loděnici ve Ferrolu předány v červnu 2014. Modernizace mimo jiné zahrnuje výměnu bojového řídícího systému, výzbroje a elektroniky. Modernizované plavidlo Kalaat Beni Hamed bylo Alžírsku předáno v září 2015.
Jednotky třídy Kalaat Beni Hamed:
| Jméno                    | Spuštění na vodu | Dokončení     | Status  |
| ------------------------ | ---------------- | ------------- | ------- |
| Kalaat Beni Hamed (472)  | 18. dubna 1984   | 1984          | aktivní |
| Kalaat Beni Rached (473) | 15. května 1984  | 1. října 1984 | aktivní |

## Konstrukce
Plavidla slouží k přepravě až 240 plně vybavených vojáků a nákladu do hmotnosti 650 tun. K uložení přepravovaných vozidel slouží prostor o rozměrech 75×7,4 metru, přístupný příďovou rampou. Jejich výzbroj tvoří jeden 40mm komplet DARDO a jeden 30mm dvojkanón. Na zádi jsou vybavena přistávací plochou pro jeden vrtulník, nenesou však hangár. Pohonný systém tvoří dva diesely MTU 12V1163 TB92, pohánějící dva lodní šrouby. Nejvyšší rychlost dosahuje 16 uzlů.